# Mississippi-Express
Pour plus de détails, voir Fiche technique et Distribution.
Mississippi-Express (Rock Island Trail) est un film américain réalisé par Joseph Kane et sorti en 1950.

## Synopsis
Loomis, président de la compagnie de Rock Island Trail, essayant de développer la voie ferrée, se trouve confronté à la résistance de Kirby Murrow, qui dirige les lignes de diligence. Ce dernier n'hésite pas à aller jusqu'au sabotage...

## Fiche technique
- Réalisation : Joseph Kane
- Scénario : James Edward Grant, d'après le roman de Frank J. Nevins
- Chef opérateur : Jack A. Marta
- Musique : R. Dale Butts
- Décors : John McCarthy Jr., George Milo
- Costumes : Adele Palmer
- Montage : Arthur Roberts
- Production : Paul Malvern pour Republic Pictures
- Durée : 90 minutes
- Date sde sortie : 
  -  États-Unis : 18 mai 1950

## Distribution
- Forrest Tucker : Reed Loomis
- Adele Mara : Constance Strong
- Lorna Gray : Aleeta
- Bruce Cabot : Kirby Morrow
- Chill Wills : Hogger McCoy
- Barbra Fuller : Annabelle Marsh
- Grant Withers : David Strong
- Jeff Corey : Abe Lincoln
- Roy Barcroft : Barnes
- Pierre Watkin : le major
- John Holland : Major Porter
- Ralph Moody : Keokuk
- Noble Johnson
- Marshall Reed